# 南欧大戟
南欧大戟（学名：Euphorbia peplus），又名荸艾类大戟，是大戟科大戟属的植物。分布在澳大利亚、台湾岛、美洲、亚洲以及中国大陆的香港、福建、广西、云南、广东等地，一般生长在屋旁、路旁和草地，是一种常见的杂草，目前已由人工引种栽培。
在欧洲，南欧大戟一直被当作一种民间草药，用于治疗皮肤病、哮喘和癌症等。南欧大戟的汁液提取物中一种名为巨大戟醇甲基丁烯酸酯（代号PEP005）的物质可用于治疗非色素瘤皮肤癌。